# Pseudophilautus fergusonianus
Espèce
Synonymes
- Rhacophorus fergusonii Boulenger, 1882 nec Günther, 1876
- Rhacophorus fergusonianus Ahl, 1927
- Philautus fergusonianus (Ahl, 1927)

Statut de conservation UICN

 LC  : Préoccupation mineure
Pseudophilautus fergusonianus est une espèce d'amphibiens de la famille des Rhacophoridae.

## Répartition
Cette espèce est endémique du Sri Lanka. Elle est présente entre 305 et 700 m d'altitude,.

## Étymologie
Cette espèce est nommée en l'honneur de Harold S. Ferguson.

## Publication originale
- Ahl, 1927 : Zur Systematik der asiatischen Arten der Froschgattung Rhacophorus. Sitzungsberichte der Gesellschaft Naturforschender, vol. 15, p. 35-47.